# Philip K. Dick's Electric Dreams
Philip K. Dick's Electric Dreams, ou Rêves électriques de Philip K. Dick au Québec, est une série télévisée d'anthologie en dix épisodes d'environ 50 minutes en coproduction anglo-américaine produite notamment par Bryan Cranston, s'inspirant de l'œuvre de Philip K. Dick, auteur américain de romans de science-fiction, produite par Sony Pictures Television, et diffusée entre le 17 septembre 2017 et le 19 mars 2018 sur Channel 4 au Royaume-Uni, depuis le 12 novembre 2017 sur Space au Canada, et depuis le 12 janvier 2018 sur Prime Video aux États-Unis.
En France et en Belgique, la série est disponible depuis le 12 janvier 2018 sur Prime Video et au Québec depuis le 21 juin 2018 sur le service Club Illico et sur AddikTV durant l'été 2019. Elle reste inédite en Suisse.

## Synopsis
Chaque épisode raconte une histoire différente inspirée de l’œuvre de Philip K. Dick.

## Fiche technique
- Producteurs exécutifs : Ronald D. Moore, Michael Dinner, Bryan Cranston, James Degus, Isa Dick Hackett, Kalen Egan, Christopher Tricario, Maril Davis, David Kanter, Matt DeRoss, Lila Rawlings, Marigo Kehoe.
- Le titre de la série fait référence au roman Les androïdes rêvent-ils de moutons électriques ? qui a inspiré le film Blade Runner.

## Épisodes et distribution
Sur Channel 4 (du 17 sep. 2017 au 19 mars 2018) :
1. Épisode 1 (The Hood Maker)
2. Épisode 2 (Impossible Planet)
3. Épisode 3 (The Commuter)
4. Épisode 4 (Crazy Diamond)
5. Épisode 5 (Real Life)
6. Épisode 6 (Human Is)
7. Épisode 7 (The Father-Thing)
8. Épisode 8 (Autofac)
9. Épisode 9 (Safe and Sound)
10. Épisode 10 (Kill All Others)

Sur Amazon Video le 11 janvier 2018 :
1. Épisode 1 (Real Life)
2. Épisode 2 (Autofac)
3. Épisode 3 (Human Is)
4. Épisode 4 (Crazy Diamond)
5. Épisode 5 (The Hood Maker)
6. Épisode 6 (Safe and Sound)
7. Épisode 7 (The Father-Thing)
8. Épisode 8 (Impossible Planet)
9. Épisode 9 (The Commuter)
10. Épisode 10 (Kill All Others)

### Épisode 1
- Richard Madden (VF : Stéphane Fourreau) : Agent Ross
- Holliday Grainger (VF : Kelly Marot) : Honor
- Anneika Rose : Mary
- Noma Dumezweni : Senior Agent Okhile
- Richard McCabe : Dr Thaddeus Cutter
- Paul Ritter (VF : Philippe Peythieu) : Franklyn
- Tom Mothersdale : John Rathbone

### Épisode 2
- Jack Reynor (VF : Gauthier Battoue) : Brian Norton
- Geraldine Chaplin (VF : Blanche Ravalec) : Irma Louise Gordon
- Benedict Wong : Ed Andrews
- Malik Ibheis (VF : Vincent Violette) : RB 29
- Georgina Campbell (VF : Fily Keita) : Barbara
- Justin Butcher (VF : Vincent Bonnasseau) : Linus Primo

### Épisode 3
- Timothy Spall (VF : Vincent Grass) : Ed Jacobson
- Rebecca Manley (VF : Danièle Douet) : Mary Jacobson
- Tuppence Middleton (VF : Olivia Luccioni) : Linda
- Anthony Boyle : Sam Jacobson
- Hayley Squires (VF : Dorothée Pousséo) : La serveuse
- Rudi Dharmalingham : Bob Paine
- Anne Reid (VF : Marie-Martine) : Martine Jenkins
- Ann Akinjirin : Dr Simpson
- Tom Brooke (VF : Jean-François Lescurat) : L'homme en imperméable

### Épisode 4
- Steve Buscemi (VF : Edgar Givry) : Ed Morris
- Sidse Babett Knudsen (VF : Marjorie Frantz) : Jill
- Julia Davis (VF : Virginie Ledieu) : Sally Morris
- Lucian Msamati (VF : Jean-Paul Pitolin) : Le directeur
- Joanna Scanlan (VF : Cathy Cerda) : Su
- Michael Socha (VF : Emmanuel Karsen) : Noah

### Épisode 5
- Anna Paquin (VF : Chloé Berthier) : Sarah
- Terrence Howard (VF : Serge Faliu) : George
- Lara Pulver (VF : Marie-Laure Dougnac) : Paula
- Rachelle Lefèvre (VF : Adeline Moreau) : Katy
- Jacob Vargas (VF : Stéphane Pouplard) : Mario
- Sam Witwer : Chris
- Guy Burnet : Colin

Cela fait un an que le massacre a eu lieu, et Sarah est toujours traumatisée. Sa petite amie Katie lui propose de "partir en vacances" pour se détendre en dormant, grâce à une puce électronique à implanter dans le cerveau. Elle se réveille dans la peau de George, en deuil depuis un an après le meurtre de sa femme Katie, qui utilise un casque spécial pour rêver qu'il est dans la peau d'une autre, une dénommée Sarah. Sarah commence peu à peu à douter : et si elle était George, qui s'inventait Sarah? Et si Sarah était en train de rêver George ?

### Épisode 6
- Bryan Cranston (VF : Jean-Louis Faure) : Le colonel Silas Erick
- Essie Davis (VF : Juliette Degenne) : Vera Erick
- Liam Cunningham (VF : Frédéric van den Driessche) : Le général Olin
- Ruth Bradley : Yaro Peterson

### Épisode 7
- Greg Kinnear (VF : Bruno Choël) : Le père
- Mireille Enos (VF : Karine Texier) : La mère
- Jack Gore (VF : Kaycie Chase) : Charlie Cotrell
- Zakk Paradise : Henry Peretti
- Jack Lewis : Dylan Peretti
- Terry Kinney : M. Dick

### Épisode 8
- Juno Temple (VF : Camille Donda) : Emily Zabriskie
- David Lyons (VF : Alexis Victor) : 	Conrad Morrison
- Jay Paulson : Perine
- Janelle Monáe (VF : Youna Noiret) : Alice
- Nick Eversman : Avishai Hahn

### Épisode 9
- Annalise Basso (VF : Rebecca Benhamour) : Foster Lee
- Maura Tierney (VF : Laura Blanc) : Irene Lee
- Connor Paolo : Ethan
- Alice Lee : Milena
- Algee Smith : Kaveh
- Martin Donovan (VF : Bernard Lanneau) : Odin

### Épisode 10
- Mel Rodriguez (VF : Christophe Lemoine) : Philbert Noyce
- Sarah Baker (VF : Edwige Lemoine) : Maggie Noyce
- Jason Mitchell (VF : Eilias Changuel) : Lenny
- Glenn Morshower : Ed
- Vera Farmiga (VF : Josiane Pinson) : La candidate
- Louis Herthum (VF : Guillaume Orsat) : Le superviseur
- DuShon Monique Brown : Le sergent de la paix
- Kathy Scambiatterra (VF : Véronique Augereau) : L'experte en assurance